# Минатитлан (Колима)
Минатитла́н (исп. Minatitlán) — посёлок в Мексике, в штате Колима, входит в состав одноименного муниципалитета и является его административным центром. Численность населения, по данным переписи 2020 года, составила 6075 человек.

## Общие сведения
Название Minatitlán составное: Mina — в честь испанского военного, а позднее мексиканского партизана Франсиско Хавьера Мины, titlan с языка науатль можно перевести как: место обитания.
Поселение было основано в 1833 году как ранчо Эль-Мамей несколькими семьями из штата Сакатекас, вынужденными переселиться из-за вспышки холеры.
В 1849 году Эль-Мамей становится посёлком.
В 1920 году посёлок был переименован в Минатитлан.
Он расположен в 55 км от столицы штата, города Колимы, на федеральной трассе 98.

## Население
| Год  | Численность | Численность |
| ---- | ----------- | ----------- |
| 2000 | 4257        | [ 6 ]       |
| 2005 | 3961        | [ 7 ]       |
| 2010 | 4588        | [ 8 ]       |
| 2020 | 6075        | [ 9 ]       |